# 大法寺 (杉並区)
大法寺（だいほうじ）は、東京都杉並区にある日蓮宗の寺院。

## 概要
1631年（寛永8年）、利生院日善によって開山された。開基は旗本の浅香直良である。元々は牛込榎町（現・東京都新宿区榎町）に位置していた。
1663年（寛文3年）に火災に遭ったが、檀家の浅香家の協力の下、なんとか再建にこぎ着けた。
明治時代の廃仏毀釈の影響を受け、廃寺寸前だった仏性寺（牛込七軒寺町）を合併し、さらに本智院（浅草鳥越町）も合併した。その後、1910年（明治43年）に現在地に移転した。

## 墓所
- 松亭金水（戯作者）[1]。
- 市川九女八（女優）[1]。

## 交通アクセス
- 地下鉄丸ノ内線新高円寺駅より徒歩3分。
- 高円寺駅・中野駅よりバス（関東バス・京王バス）「大法寺前」下車。